# Bad Windsheim
Bad Windsheim (pronunciación en alemán: /baːt ˈvɪnt͡sˌhaɪ̯m/ⓘ) es un municipio en la región de Baviera Franconia Media en el distrito de Neustadt.

## Historia
Ciudad imperial libre desde 1248, se introdujo la reforma protestante en 1525, participando la villa en la Protesta de Espira de 1529. En 1802 fue ocupada por los bávaros que la entregan a Prusia en 1804, pasó al Reino de Baviera en 1810. Incluyéndose en el Imperio alemán en 1871.

## Lugares de interés

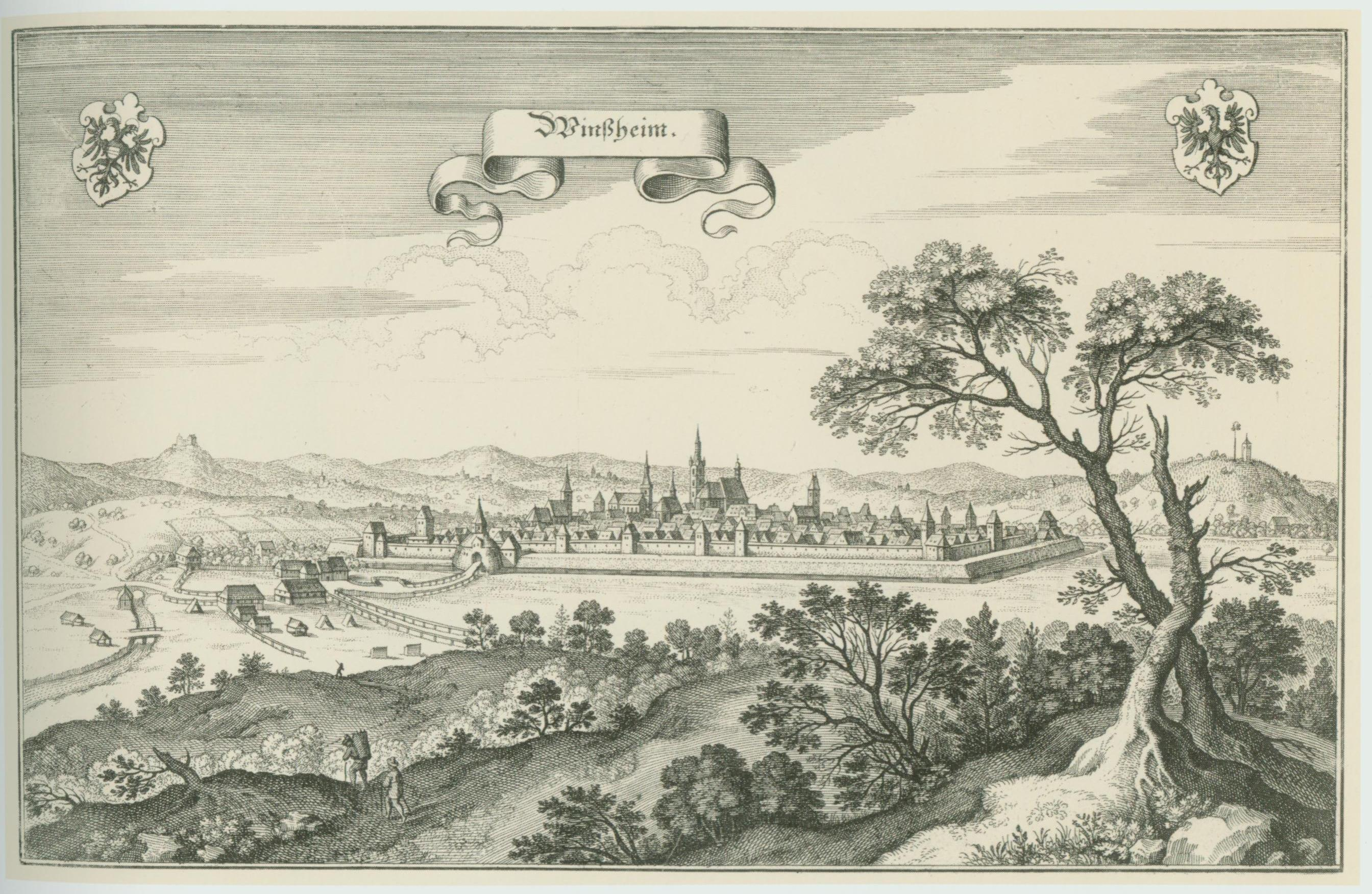
Windsheim en el siglo XVII

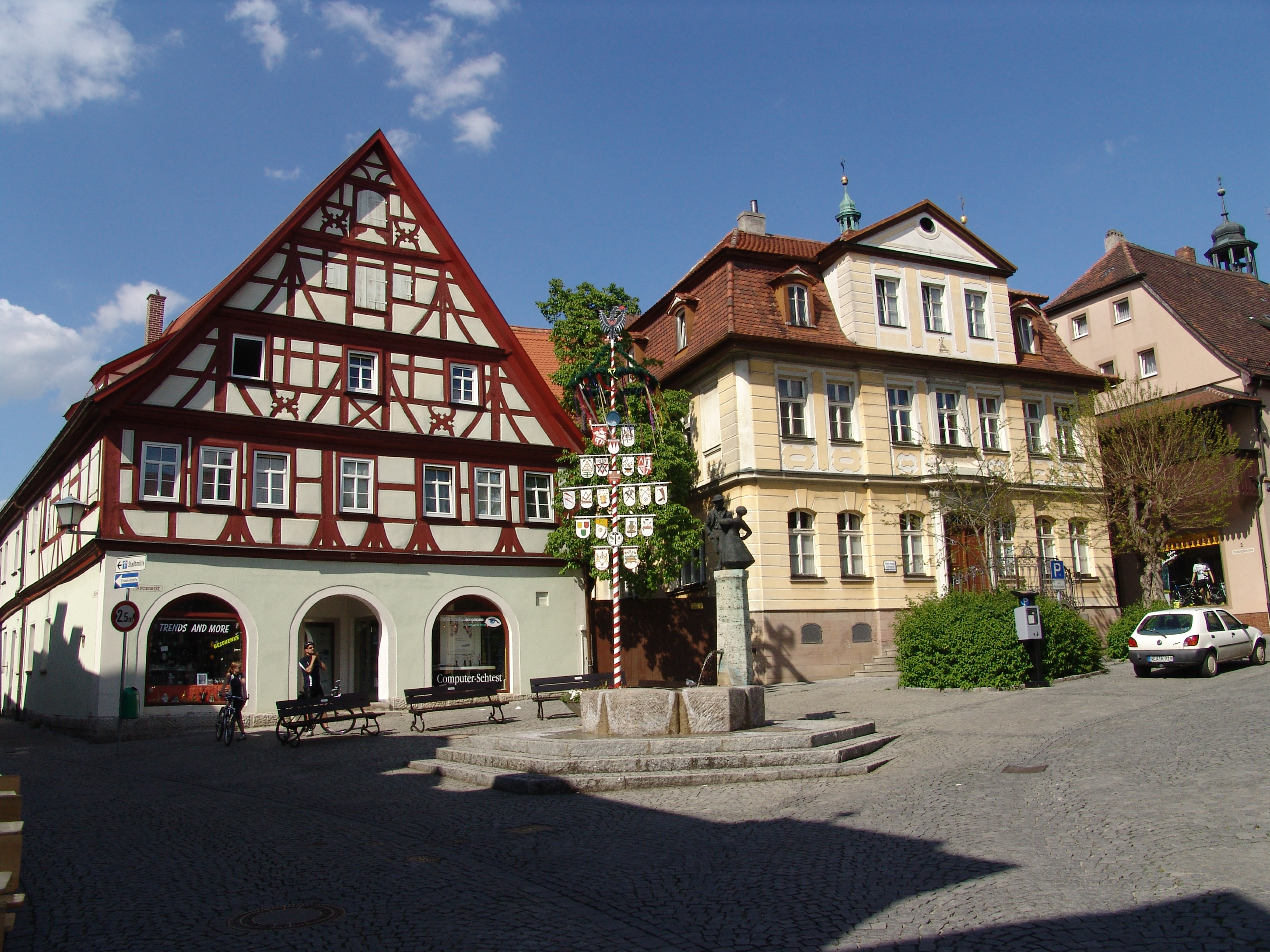
Mercado de cereales

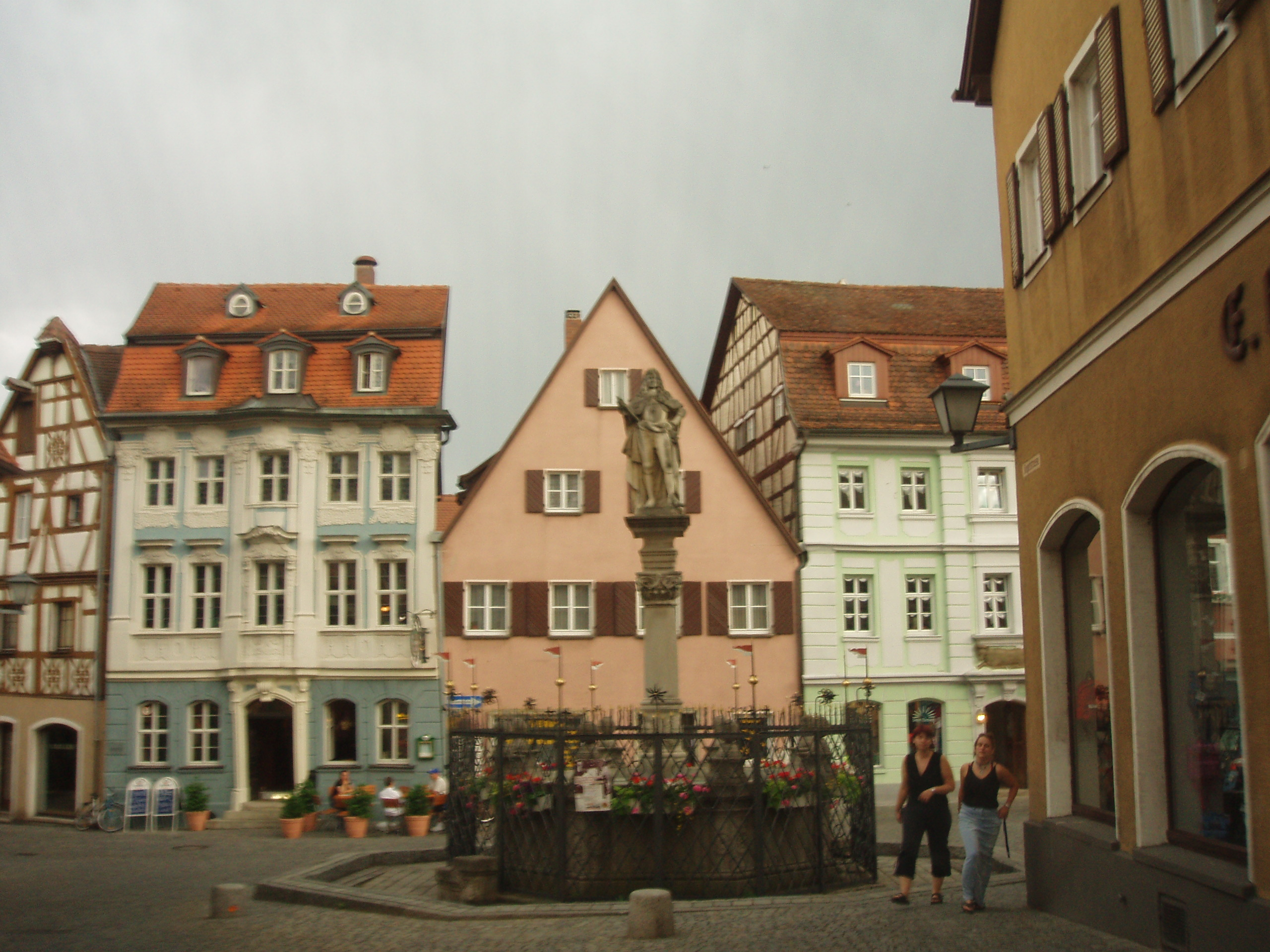
Centro histórico.

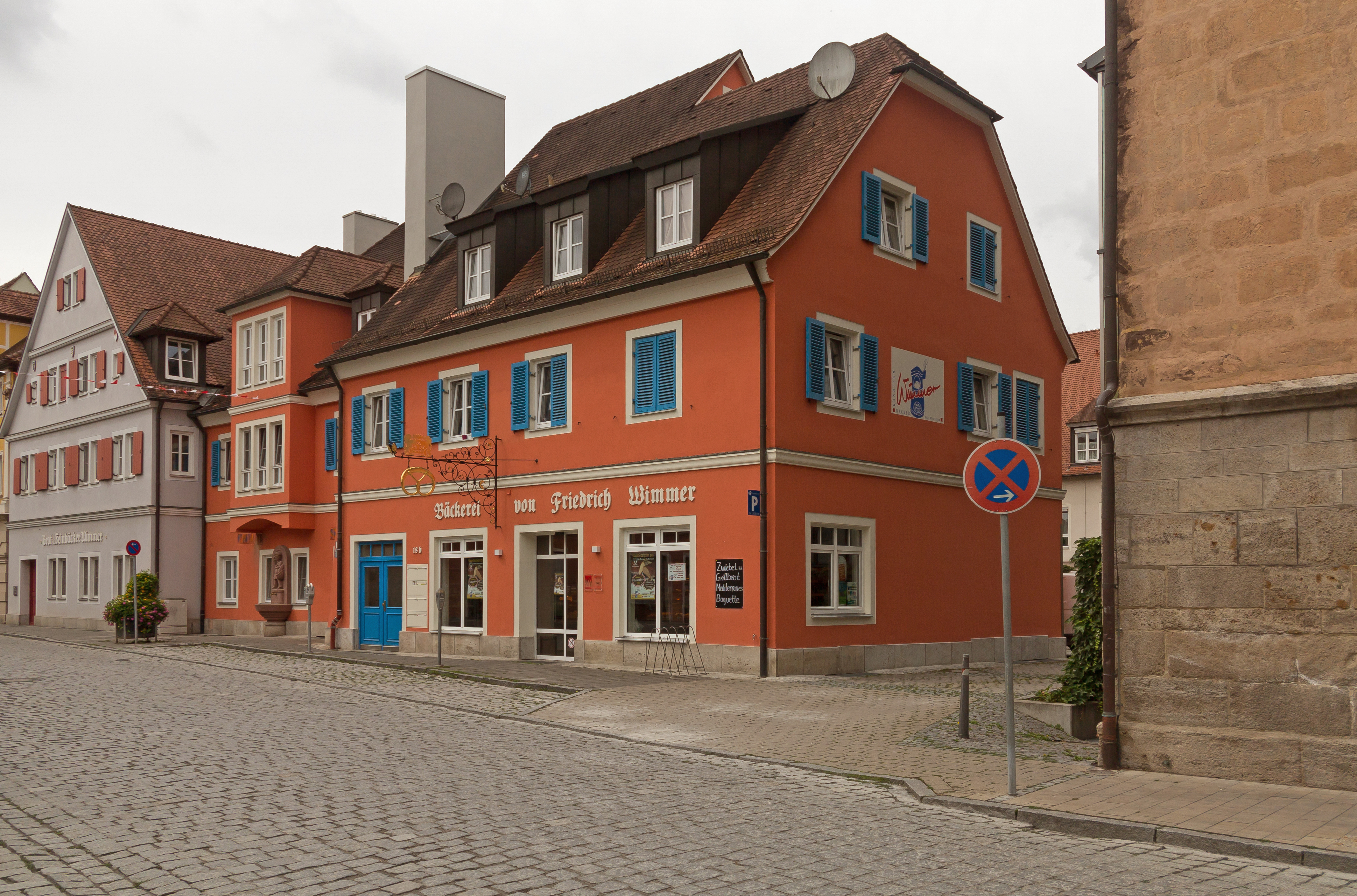
La calle Rothenburg

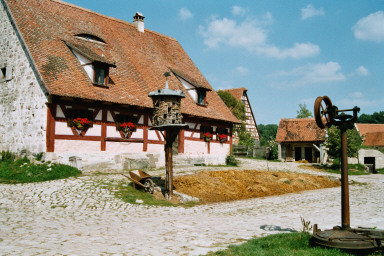
Museo Freiland

## Barrios
Bad Windsheim tiene 14 barrios:
| - Bad Windsheim - Berolzheim - Erkenbrechtshofen - Humprechtsau - Ickelheim - Kleinwindsheimermühle - Külsheim | - Lenkersheim - Oberntief - Rehhof - Rüdisbronn - Unterntief - Batán - Wiebelsheim |